# Gustavo Gren Córdoba
Gustavo Gren Córdoba (Màlaga, 10 de maig de 1880 - Bilbao, 9 de novembre de 1965) esmentat a la premsa de l'època com Gustavo Green (Gustavo H. Green y Córdoba), fou un futbolista d'inicis del segle xx. Malagueny de naixement, fill de pare alemany i mare espanyola, i català d'adopció (va contraure matrimoni amb una catalana a Barcelona) fou la primera gran estrella del futbol català. Després de passar la infància a un barri del sud de Londres tornà a la ciutat comtal i començà jugant amistosos amb l'Escocès FC, el Català FC, i el Team Roig.
Fou peça clau en l'obtenció de la primera Copa Macaya per part de l'Hispània AC però disputes amb el seu equip provocaren la seva marxa i el consegüent ingrés al FC Barcelona, on guanyà la seva segona Copa Macaya. La següent temporada fitxà per l'Espanyol, on romangué la major part de la seva vida futbolística. Tornà a proclamar-se campió de la tercera i última edició de la Copa Macaya, essent el màxim golejador de la competició. Guanyà per tant totes les edicions d'aquesta competició, cada any amb un equip diferent. Jugà breument al Barcelona el 1906, retornant de nou a l'Espanyol, on acabà la seva trajectòria en actiu. També realitzà funcions de directiu del RCD Espanyol en diverses juntes.

## Palmarès
- 3 Copes Macaya:
  - 1900-01, 1901-02, 1902-03
- 2 Campionats de Catalunya:
  - 1903-04, 1911-12